# 相模原市立新磯小学校
相模原市立新磯小学校（さがみはらしりつ あらいそしょうがっこう）は、神奈川県相模原市南区磯部に存在する公立の小学校である。

## 教育目標
- 『たくましさ・かしこさ・しなやかさ・あたたかさをいだいた子』を育てる。
  - じょうぶな体をもった子
  - よく考えてやりぬく子
  - 力をあわせてはたらく子
  - あたたかい心をもった子

## 沿革
- 1892年（明治25年）11月1日 - 新戸学校・磯部学校が合併し、新磯尋常小学校が開校する。
- 1896年（明治29年） - 高等科を併設し、新磯村立尋常高等小学校と改称。
- 1906年（明治39年） - この頃、校庭にくすの木が植えられる。
- 1941年（昭和16年） - 国民学校令により、新磯村国民学校と改称。
- 1947年（昭和22年） - 学制改革により、相模原町立新磯小学校と改称。
- 1959年（昭和34年）校地が拡張され、現在の広さとなる。
- 1963年（昭和38年） - 給食室が完成し、給食が開始される。
- 1964年（昭和39年） - 校歌と新しい校旗ができる。
- 1965年（昭和40年） - プールができる。
- 1972年（昭和47年） - 創立80周年記念式典挙行。
- 1973年（昭和48年） - 講堂が解体され、体育館ができる。
- 1974年（昭和49年） - 旧校舎の取りこわしが開始される。
- 1976年（昭和51年） - 現在の校舎が完成する。
- 1977年（昭和52年） - 東校舎（3教室）ができる。
- 1980年（昭和55年） - 現在の給食室ができる。
- 1983年（昭和58年） - 理科室、音楽室、視聴覚室ができる。
- 1986年（昭和61年） - わかば級ができる。
- 1990年（平成2年） - 算数科研究発表を行う。
- 1991年（平成3年） - 視聴覚室がパソコン教室になる。
- 1992年（平成4年） - 創立100周年記念式典挙行され、記念碑ができる。
- 1997年（平成9年） - 相模原市教育委員会委託C21研究発表を行う。
- 2001年（平成13年） - 相模原市教育委員会委託「新教育課程研究」発表を行う。
- 2003年（平成15年） - くすの木のベンチの老朽化に伴い、新設する。

## 児童数・学級数
- 本校の児童数は全学年合計で689人。学級数は全学年合計で30学級となっている（2024年（令和6年）5月1日現在）[1]。

## 通学区域
出典
- 相模原市南区
  - 磯部
  - 新戸

## 進学先中学校
出典
- 相模原市南区
  - 相模原市立相陽中学校

## 周辺
- JR東日本相模線 - 線路は相模原市道をはさんで通っているが、相武台下駅は離れている。
- 相模原市役所新磯まちづくりセンター
  - 相模線市荒磯公民館
- 新荒磯桜並木
- れんげの里あらいそ相模の大凧センター

以下はJR相模線の東側に位置する。
- 下磯部東子どもの広場
- 常福寺

## 交通アクセス
- 神奈川中央交通「台06」系統で、「新磯まちづくりセンター前」停留所下車後、学校正門（校門）まで、
  - のりば1（磯部行）から、徒歩約135m・約2分。
  - のりば2（相武台前駅行）から、徒歩約85m・約1分。
    - なお、バス停から学校敷地は目の前だが、校門との位置関係で、少し離れている。
- 小田急電鉄小田原線相武台前駅から、上述の神奈中バスに乗車し9分、「新磯まちづくりセンター前」停留所下車後、徒歩。
- JR東日本相模線相武台下駅から、徒歩約1.2km・約18分。